# Nils av Danmark

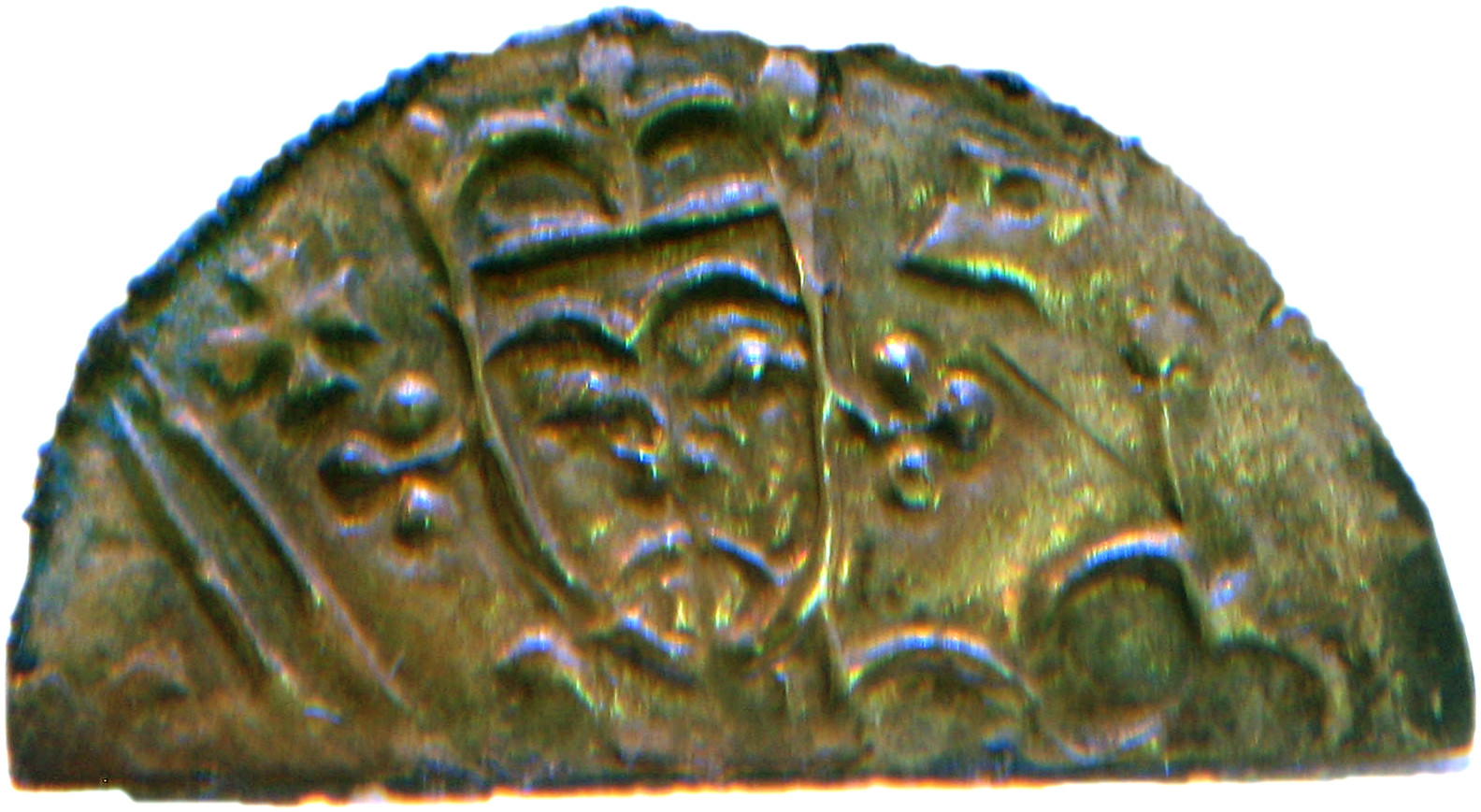
Skadat mynt slaget för kung Nils.

Nils (danska: Niels), född cirka 1064, död 25 juni 1134, var kung av Danmark från 1104 till 1134.

## Biografi
Nils var den yngste av Sven Estridssons söner. Han efterträdde sin bror Erik Ejegod på tronen. Som regent var han svag och viljelös, men lät leda sig av sin kloka gemål Margareta Fredkulla (som han äktade 1105) samt efter hennes död av sonen Magnus. 
Efter ett olyckligt krig mot venderna i Vagrien (Holstein) gjorde han 1115 sin brorson Knut Lavard till hertig i Slesvig. Efter drottningens död 1130, lät Nils övertala sig att röja Knut Lavard ur vägen. Knut mördades redan i januari 1131 av Magnus. För att rentvå sig för delaktighet måste Nils förvisa sin son, men kallade honom snart tillbaka och tog honom även till medregent. Följden blev ett inbördeskrig, där Nils besegrades i slaget vid Foteviken den 4 juni 1134, där Magnus stupade. Efter att ha flytt blev Nils själv överfallen och dödad av Slesvigs borgare den 25 juni samma år. 
Nils hustru i andra giftet, Ulvhild Håkansdotter från Norge, var änka efter kung Inge den yngre. Hon gifte sig senare med svenske kung Sverker den äldre.